# Gerichtsinsel
Die Gerichtsinsel liegt im Stadtgebiet von Wuppertal und wird von zwei Armen der Wupper umflossen. Auf den Karten unter dem Namen Eiland bezeichnet, ist der Name „Gerichtsinsel“ seit dem 20. Jahrhundert mindestens genauso geläufig. Nach Eiland ist auch die Straße benannt, die quer über die Insel führt.

## Bebauung
Auf ihr stehen die Bauten des Land- und des Amtsgerichts aus dem 19. Jahrhundert sowie der im Frühjahr 2005 fertiggestellte neue Anbau des Amtsgerichts, der das wegen Brandschutzmängeln abgerissene Justizhochhaus aus den 1970er Jahren ersetzt.

## Über die Wupper gegangen

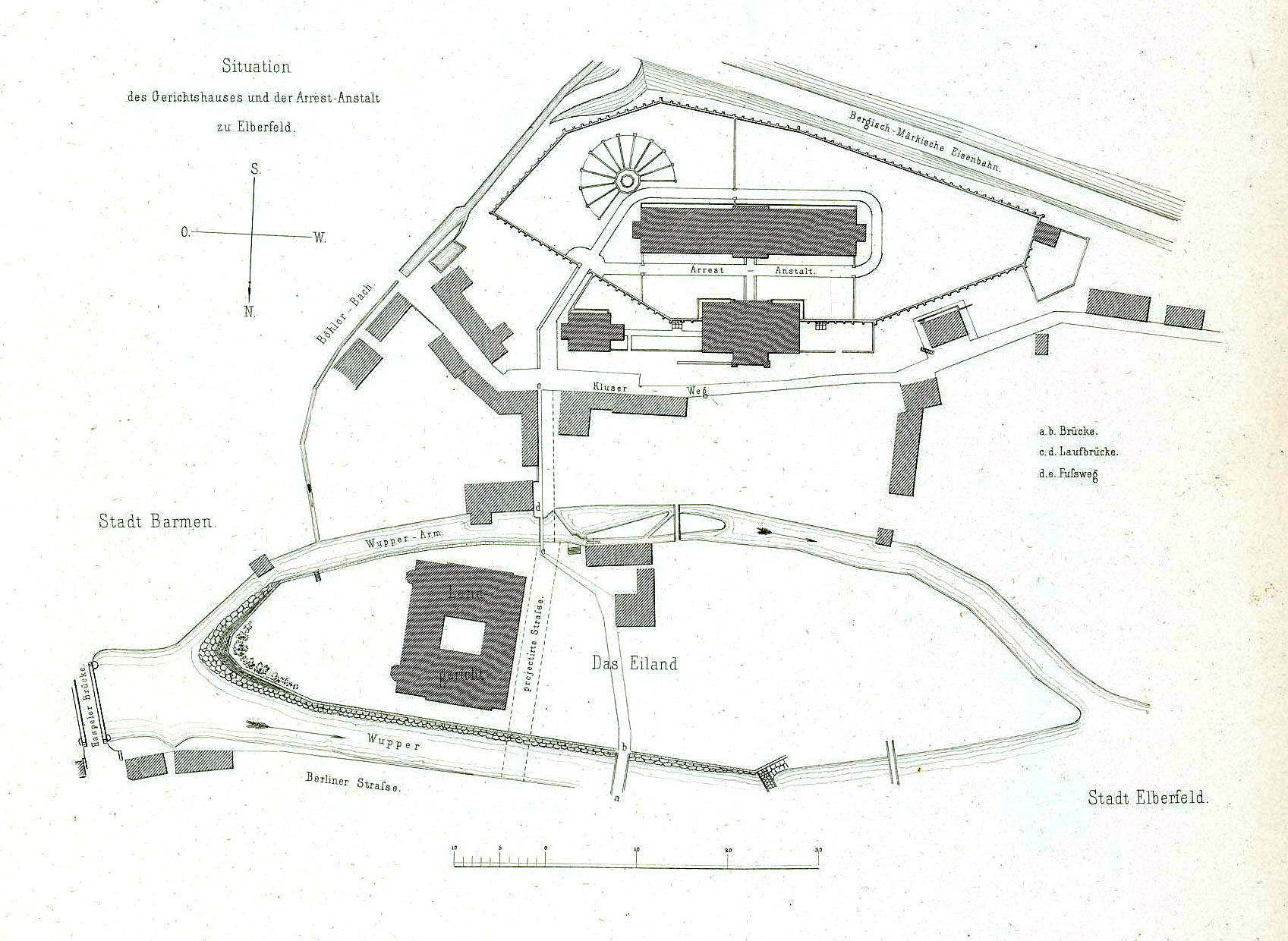
Situationskizze von 1852

Die Gerichtsinsel wurde in der deutschen Sprache redensartlich: Bereits im 19. Jahrhundert beherbergte das auf der Insel gelegene Amtsgericht das Konkursgericht der Industriestadt Elberfeld. Musste ein Fabrikant das Gericht aufsuchen, um Konkurs anzumelden, musste er also zuvor auf einer Brücke die Wupper überqueren. So entstand die Redewendung, dass ein Unternehmen „über die Wupper gegangen“ sei – es war dann pleite.
Eine andere, makabere Deutung des Sprichworts ist folgende: Auf der anderen Wupperseite direkt gegenüber den Gerichten stand an der Stelle der ehemaligen deutschen Hauptverwaltung des Handelskonzerns Wal-Mart (heute Filiale eines Elektronikmarkts) bis in die 1980er Jahre das Gefängnis Bendahl. In dieser Justizvollzugsanstalt wurden seit dem 19. Jahrhundert bis 1912 auch Hinrichtungen durchgeführt. So gingen die im Landgericht verurteilten Delinquenten „über die Wupper“ zur Hinrichtungsstätte, analog dem Sprichwort „über den Jordan gehen“ für das Sterben.
Siehe auch: Wupper #Redewendung „Über die Wupper gehen“